# Moluscos
Os moluscos (Filo Mollusca, do latim molluscus, mole) constituem um grande filo de animais invertebrados, marinhos, de água doce ou terrestres. O filo Mollusca é o segundo filo com a maior diversidade de espécies, depois dos Artrópodes, (cerca de 93 000 espécies viventes confirmadas e até 200 000 espécies viventes estimadas, e 70 000 espécies fósseis) e inclui uma variedade de animais muito familiares, como as ostras, as lulas, os polvos e os caramujos. A maior parte dos moluscos são aquáticos, mas existem muitas formas terrestres como os caracóis. É um Filo extremamente diverso, tanto em número de espécies quanto em variedade de formas e de hábitos, e possui extrema importância comercial e cultural, uma vez que vários destes animais fazem parte do nosso dia a dia e estão presentes na alimentação de diversos povos.
Estes animais têm um corpo mole e não-segmentado e são bilaterais. As principais estruturas do bauplan (é o plano corpóreo, o conjunto de características que une um filo. Estas características variam) são: pé muscular, manto, cavidade do manto, rádula e concha.
O pé muscular, tem como funções básicas a locomoção, fixação, escavação, natação ou serve para capturar suas presas. Nos cefalópodes o pé está transformado em tentáculos. Bivalves e escafópodes possuem pés elongados adaptados para penetração e fixação no substrato marinho. Sua estrutura cilíndrica é localizada na região anterior. Nos bivalves que habitam ambientes rochosos (como o mexilhão) no entanto, os pés são reduzidos e esses organismos utilizam filamentos bisso para sua fixação. Nos poliplacóforos o pé é localizado na região ventral do corpo e ocupa praticamente toda a região. É utilizado como estrutura adesiva que adere o animal no substrato rochoso e os permite suportar fortes correntes marítimas.
O manto é a epiderme dos moluscos, que é esclerotizada, e que protege o corpo destes animais. O manto é ligado à região externa pela cavidade do manto, que apresenta o ânus, os nefrídios (metanefrídios), os gonóporos (dá origem aos gametas), as brânquias (quitenídios) e estrutura sensorial (osfrádio).
Há também a concha, que muitos deles apresentam, de carbonato de cálcio (calcária) secretada pelo manto. Os Aplacophora são moluscos vermiformes, compridos e alongados, e são os únicos do filo que não possuem concha. Os Monoplacophota possuem a concha formada por uma única peça, e a cavidade do manto é um sulco ao redor do pé. Os Polyplacophora possuem muitas placas ou quítons, e sua cavidade do manto também é um sulco ao redor do pé. A classe Bivalvia apresenta duas conchas, fazendo uma compressão lateral do corpo. A classe Scaphopoda possui uma concha em formato de "dente de elefante". E a classe Gastropoda possui uma concha espiralizada e compacta (em sua maioria, uma vez que alguns grupos dentro desta classe não possuem concha). Já a classe dos Cephalopoda, composto pelo Náutilus, lulas e polvos, possui uma variedade de relações com a concha. O Náutilus apresenta uma concha espiralizada, as lulas apresentam concha interna, e os polvos apresentam conchas ou muito pequenas ou ausentes.
Uma outra característica dos moluscos é a rádula, uma estrutura raspadora, que auxilia na alimentação. Os bivalves, porém, não apresentam rádula, e sim estruturas que filtram micropartículas de alimento da água e levam para a boca. Este grupo de moluscos é o único que possui esse hábito filtrador.
Possuem um sistema digestivo completo (ou seja, o fluxo de alimento é unidirecional, o que permite a compartimentalização dos processos digestivos e a especialização regional).
O sistema circulatório é em geral aberto (o sangue sai dos vasos, e em algum momento volta para os vasos), o que faz com que o metabolismo destes animais seja mais lento, uma vez que o sangue perde pressão ao sair dos vasos sanguíneos. Já os cefalópodes, como o polvo e a lula, possuem sistema circulatório fechado (o sangue não sai dos vasos), o que faz com que o sangue tenha mais pressão, e com isso, eles possam se locomover mais rapidamente.

## Reprodução
Os moluscos têm reprodução sexuada, sendo que a maioria apresenta sexos separados, com exceção de alguns bivalves (ostras), nudibrânquios (aplísia) e pulmonatas (caracol), que são animais hermafroditas. A fecundação pode ser externa, na qual o macho libera o espermatozoide e a fêmea o óvulo, na água, ou a reprodução interna na qual o espermatozoide é liberado no corpo da fêmea. Após a fecundação há a formação de uma larva livre-natante (larva trocófora, e depois o estado de larva véliger, que é exclusiva dos moluscos), mesmo no caso de animais sésseis como as ostras e mexilhões, que passa a integrar o plâncton, até que se fixe definitivamente.

## Importância
Os moluscos englobam uma grande variedade de recursos alimentares denominados frutos-do-mar. Ostras, mexilhões e outras variedades de moluscos são consumidos em diversos pratos típicos regionais. Os bivalves, por serem na maioria animais filtradores, são muito utilizados como indicadores ambientais, uma vez que acumulam substâncias tais como metais pesados. No Japão é grande o número de acidentes resultantes da contaminação de bivalves com toxinas paralisantes produzidas por dinoflagelados que constituem a chamada maré-vermelha. Em meados de 2015, um estudo científico comprovou que os dentes do molusco são o material biológico mais resistente do mundo, roubando o título ocupado pela teia de aranha.

### Indicadores de qualidade em ecossistemas de água doce
Os moluscos desempenham um papel de grande relevância nos ecossistemas de água doce, pois atuam como filtradores da água, removendo as algas que são a base da sua alimentação. Por serem filtradores os moluscos estão mais expostos do que outros seres vivos a fatores como a presença de poluentes, pelo que podem ser considerados como indicadores valiosos da saúde de rios e lagos.

## Curiosidades
Os moluscos possuem conchas bem populares conhecidas desde os tempos mais antigos, e para algumas culturas são úteis como ferramentas, recipientes, instrumentos musicais, moedas, fetiches, símbolos religiosos, ornamentos, decorações e objetos de arte. Alguns pigmentos que eram extraídos de lesmas marinhas davam origem a Púrpura Real, a púrpura de Tiro da Grécia, da Roma antiga e até mesmo o azul bíblico. Também existem grupos que dependem dos moluscos como parte expressiva de suas dietas, e atualmente países costeiros recolhem milhões de toneladas de moluscos por ano, para serem comercializados como alimento.
A biologia dos moluscos é estudada pela malacologia, mas as conchas - ainda do ponto de vista biológico, não do ponto de vista dos colecionadores - são estudadas pelos concologistas.

## Evolução
A origem dos próprios moluscos ainda é enigmática. Os detalhes filogenéticos da evolução dos moluscos não foram totalmente esclarecidos.  A diversidade do filo Mollusca é muito grande e muitos táxons nomeados abaixo do nível de classes são reconhecidamente polifiléticos ou parafiléticos. A existência da grande quantidade de registros fósseis tem se mostrado um fator bom e ao mesmo tempo ruim, na medida em que as tentativas de traçar a história evolutiva dos moluscos estão frequentemente sendo frustradas pelos bancos de dados limitados e algumas vezes confusos fornecidos pelas conchas.
Hoje em dia, a maioria dos pesquisadores analisa a história evolutiva dos moluscos por inferência filogenética. As análises moleculares mais recentes das relações entre os moluscos resultam em várias árvores alternativas, dependendo do tipo de dados moleculares e dos métodos de análise. Baseado nos estudos filogenéticos recentes, o provável ancestral comum dos moluscos era pequeno (cerca de 5 mm de comprimento), tinha uma concha ou cutícula dorsal e superfície ventral achatada, sobre a qual o animal movia-se por deslizamento ciliar.
Os passos principais da evolução do que geralmente entendemos como um molusco “típico”, que seria um molusco com concha, são controversos. As hipóteses mais antigas frequentemente argumentavam que esse passo ocorreu depois da origem dos aplacóforos (uma classe de moluscos), talvez enquanto os moluscos se adaptavam aos estilos de vida epibentônicos ativos. Esses passos tinham base principalmente na elaboração do manto e de sua cavidade, no refinamento da superfície ventral na forma de um pé muscular bem-desenvolvido e na evolução de uma glândula dorsal da concha consolidada e concha sólida em vez dos escleritos calcários independentes.
O filo Mollusca é considerado monofilético, isto é, todos os indivíduos do grupo possuem um ancestral em comum. Entre algumas das características que são distintivas do grupo e sustentam seu monofiletismo estão: o manto, estrutura formada pela epiderme dorsal; rádula, dentículos quitinosos presentes no interior da cavidade oral; pé, músculos da região ventral especializados. Após isso os moluscos são divididos em duas linhagens, o clado Aculifera (Polyplacophora, Neomeniomorpha e Chaetodermomorpha) e o clado Conchifera (Monoplacophora, Scaphopoda, Cephalopoda, Bivalvia e Gastropoda).

## Registro fóssil
Os moluscos possuem uma grande quantidade de registro fóssil.  O registro fóssil excelente desse filo é de cerca de 500 milhões de anos atrás e sugere que a origem do filo Mollusca ocorreu no período Pré-cambriano. Na verdade, alguns autores sugeriram que o fóssil de Kimberella quadrata do Pré-cambriano tardio, antes considerado um cnidário, tenha elementos dos moluscos, inclusive talvez uma concha e um pé muscular. Contudo, o exame recente de centenas de espécimes sugere agora que Kimberella quase certamente faz parte de um grupo espirálico extinto.

## Classes
Existem dez classes de moluscos, oito que ainda vivem e duas que só são conhecidas através de fósseis.
- Polyplacophora (quíntons; cabeça pequena, sem tentáculos nem olhos; 1 200 espécies);
- Monoplacophora (habitantes de fundos oceânicos; 15 espécies);
- Bivalvia (ostras, amêijoas, mexilhões, conquilhas, berbigões, etc.; 800 espécies);
- Scaphopoda (dentes-de-elefante; concha carbonatada aberta dos dois lados; 512 espécies, todas marinhas);
- Gastropoda (caracóis, lesmas, lapas, abalones, búzios, nudibrânquios, borboletas-do-mar; corpo protegido por concha e cabeça bem definida; entre 40 000 e 50 000 espécies);
- Cephalopoda (lula, polvo, sépias, náutilos; 786 espécies, todas marinhas);
- Neomeniomorpha (não possui concha);
- Chaetodermomorpha (1– 30 mm; maioria habitante das regiões abissais; não possui concha);

Extintos:
- Rostroconchia (prováveis ancestrais dos bivalves; entre outros; cerca de 1 000 espécies);
- Helcionelloida (fósseis; parecidos com caracóis);
- Tentaculitoidea (fósseis; conchas cilíndricas).